# The X-Files, le jeu
Pour les articles homonymes, voir The X-Files.
 (août 2025).
The X-Files, le jeu (The X-Files Game) est un jeu vidéo d'aventure développé par HyperBole Studios, sorti en 1998. Il s'agit d'un point & click dans lequel on incarne Craig Willmore, un jeune agent du FBI. Celui-ci doit résoudre une affaire qui concerne la mystérieuse disparition des agents Fox Mulder et Dana Scully (les personnages principaux de la série). L'agent Willmore évolue dans divers environnements, où il récolte des indices et discute avec d'autres personnages lors des cinématiques en full motion video, c.-à-d. jouées par de vrais acteurs. Le jeu se déroule entre les épisodes 22 et 23 de la saison 3 de la série (avril 1996).

## Trame

### Synopsis
Les agents Fox Mulder et Dana Scully sont portés disparus dans d'étranges circonstances.
Craig Willmore, un agent du FBI, est chargé de l'enquête par le directeur adjoint Skinner.
Aidé par ses contacts et ses collègues, il s'apercevra que l'affaire va en réalité beaucoup plus loin qu'il ne le pensait.

### Personnages
- Jordan Lee Williams (VF : Serge Faliu) : Craig Willmore
- Paige Witte (VF : Anne Rondeleux) : Mary Astadourian
- James Lynch (VF : Philippe Dumond) : Mark Cook
- Reginald A. Jackson (VF : Bruno Dubernat) : John Amis
- David Duchovny (VF : Georges Caudron) : Fox Mulder
- Gillian Anderson (VF : Caroline Beaune) : Dana Scully
- Mitch Pileggi (VF : Jacques Albaret) : Walter Skinner
- Steven Williams (VF : Denis Savignat) : Monsieur X
- Sean G. Griffin (VF : Thierry Murzeau) : Armistead Shanks
- Robert Lee (VF : ?) : James Wong
- John Gilbert (VF : Jacques Richard) : L'officier de port

## Système de jeu

### Choix
Chaque décision de la part du joueur entraîne une conséquence.
Dès le départ, le jeu se base sur des différences selon ce que le joueur répond dans l'introduction. D'autres différences, moins marquées, permettent d'obtenir des micro-scènes inédites. Une seule partie de jeu n'est donc pas suffisante pour voir l'ensemble des cinématiques existantes.

### Liste des objets
Il existe 11 objets que l'on obtient au début du jeu.
D'autres objets, moins importants (photos, livres) permettent d'obtenir davantage de renseignements lors de l'enquête.
- PDA : Changer d'endroit, consulter sa messagerie
- Badge : Willmore s'identifie en tant qu'agent du FBI au moyen de son badge pour interroger des civils et accéder à certaines zones interdites[1].
- Appareil photo : Prendre des clichés
- Kit : Sert à rassembler les pièces à conviction
- Lampe torche : Éclaire les endroits sombres
- Menottes : Arrêter quelqu'un
- Passepartout : Déverrouille les portes
- Téléphone portable : Permet de joindre un contact
- Pistolet : Permet d'abattre les ennemis
- Jumelles : Voir plus loin
- Lunettes infrarouges : Voir dans le noir sans se faire repérer

## Bande-son
Les musiques ont été réalisées par Mark Snow.
Les bruitages proviennent des tournages.
Quant au doublage, il est identique à celui de la série, et les nouvelles voix s'adaptent très bien aux nouveaux protagonistes. À noter que la version française est moins crue que l'originale. Les insultes ont été effacées, au profit de propos plus subtils.[réf. nécessaire]

## Développement

### Conception
The X-Files, le jeu est développé par HyperBole studios et édité par Fox Interactive.

### Technologie
Le jeu utilise la technologie du full motion video.
Afin de ne pas prendre trop de place, les vidéos et les images fixes ont été compressées.
Dans la version PlayStation, la compression est légèrement plus visible.

### Tournage
Le scénario du jeu se déroule dans des villes de l'état de Washington, principalement entre Seattle et Everett, mais les endroits sont le plus souvent filmés à Vancouver, au Canada. L'Hôtel Comity Inn a quant à lui été filmé sur l'île de Mercer Island.
Les scènes de l'entrepôt des docks (démoli en 2019) ont été enregistrées à Tacoma. L'appartement de Craig Willmore ainsi que le QG de Washington sont quant à eux filmés dans les studios de production.
Il y a approximativement, 1h30 de cinématiques.

## Accueil
Malgré l'effort de développement qui a été fourni, le jeu est assez méconnu en Europe.
Toutefois, ce jeu a eu plus de succès aux États-Unis.[réf. nécessaire]
En 1999, le site Jeuxvideo.com lui a attribué une note de 15/20 pour la version PlayStation.